# Love Sux
Love Sux е седмият студиен албум на канадската изпълнителка Аврил Лавин. Издаден е на 25 февруари 2022 г. от музикалната компания „Електра Рекърдс“. Лавин има съвместни парчета с Машин Гън Кели, Блекбеър и Марк Хопъс от „Блинк-182“. 

## Популяризиране

### Сингли
Пилотният сингъл от албума – „Bite Me“ – излиза на 10 ноември 2021 г. Вторият сингъл, „Love It When You Hate Me“, излиза на 14 януари 2022 г.

### Турне
Албумът ще бъде промотиран на турнето „Bite Me Tour“ през 2022 и 2023 г.

## Списък с песни

### Оригинално издание
1. Cannonball – 2:18
2. Bois Lie (с Машин Гън Кели)– 2:43
3. Bite Me – 2:39
4. Love It When You Hate Me (с Блекбеър) – 2:25
5. Love Sux – 2:48
6. Kiss Me like the World Is Ending – 2:50
7. Avalanche – 3:39
8. Déjà Vu – 3:23
9. F.U. – 2:47
10. All I Wanted (с Марк Хопъс) – 2:32
11. Dare to Love Me – 3:34
12. Break of a Heartache – 1:51